# THE II AGE
『THE II AGE』（ザ・セカンド・エイジ）は、THE SECOND from EXILEの1枚目のオリジナル・アルバム。

## 概要
グループ初となるオリジナル・アルバム。本作はHIROの手を離れて作られた初のメンバー全員セルフプロデュース作品。 CD+Blu-ray、CD+DVD、CDのみの3形態での発売。ジャケット写真のデザインはそれぞれ異なり、全3種存在する。
CDには、デビューシングル『THINK 'BOUT IT!』と2ndシングル『SURVIVORS feat. DJ MAKIDAI from EXILE/プライド』のシングル曲8曲と、今作のリード曲「HEAD BANGIN'」や、NESMITHとSHOKICHIがそれぞれ作詞したソロ曲などの新曲6曲を含む全14曲を収録。SHOKICHIのソロ曲「Signal Fire feat. SWAY」では、SWAYがフィーチャリングで参加。
Blu-ray及びDVDには、「THINK 'BOUT IT!」「SURVIVOR feat.DJ MAKIDAI from EXILE」「HEAD BANGIN'」のミュージックビデオとそのドキュメント映像を収録。「HEAD BANGIN’」のミュージックビデオのディレクターは二宮“NINO”大輔。KENCHIがバッファロー、KEIJIがワニ、TETSUYAがワシ、NESMITHが豹、SHOKICHIがライオンという動物のキーワードを与えられた。

## チャート成績
2014年2月17日付オリコン週間アルバムランキングで5.1万枚を売り上げ、初登場首位を獲得した。首位はシングル・アルバムを通じてデビュー以来初のことであった。

## 収録曲

### CD
1. Beginning Of The Second Age
  - 作詞：SHOKICHI / 作曲：SKY BEATZ, SHIKATA, Chris Hope
2. HEAD BANGIN'
  - 作詞：TAKANORI / 作曲：T.Kura, TAKANORI / 編曲：T.Kura

日本テレビ『スッキリ!!』2014年1月度エンディングテーマ
3. THINK 'BOUT IT!
  - 作詞：michico / 作曲：T.Kura, michico / 編曲：T.Kura

デビューシングル表題曲。
東宝配給映画『悪の教典』主題歌
BeeTVドラマ『悪の教典 -序章-』主題歌
4. CLAP YOUR HANDS
  - 作詞：DOBERMAN INC, TAKANORI / 作曲：T.Kura, DOBERMAN INC, LL BROTHERS / 編曲：T.Kura

デビューシングル収録曲。
アンファー「スカルプD」CMソング
5. Lost In Time
  - 作詞：SHOKICHI / 作曲：SKY BEATZ, FAST LANE, Erik Lidbom

2ndシングル収録曲。
第一興商「SmartDAM」CMソング
6. Missing You
  - 作詞：SHOKICHI / 作曲：SKY BEATZ, FAST LANE, SHOKICHI
7. CHAOS
  - 作詞：SHOKICHI / 作曲：SKY BEATZ, FAST LANE, MATS LIE SKARE, SHOKICHI

デビューシングル収録曲。
8. ROCK STAR
  - 作詞：SHOKICHI / 作曲：Thomas Stengaard, Peter Stengaard, Jeffey David, Bjõrn Olovsson

デビューシングル収録曲。
adidas「adidasenergy 13」CMソング
9. プライド
  - 作詞：michico / 作曲：T.Kura, michico

2ndシングル表題曲。
日本テレビ系ドラマ『フレネミー -どぶねずみの街-』主題歌
10. Dear…
  - 作詞：NESMITH / 作曲：FAST LANE, Mats Lie Skare

NESMITHソロ曲。
11. BACK TO THE 90's BASS
  - 編曲：DJ KIRA
12. Signal Fire feat. SWAY
  - 作詞：SHOKICHI, SWAY / 作曲：SKY BEATZ, JEFF MIYAHARA

SHOKICHIソロ曲。フィーチャリングには劇団EXILEの野替愁平ことSWAYが参加。
映画『大脱出』TVCM 日本版イメージソング
13. BUMP UP
  - 作詞：SHOKICHI, P-CHO, GS, KUBO-C, Tomogen / 作曲：BACHLOGIC, FAST LANE

2ndシングル収録曲。
アンファー「スカルプD」CMソング
14. SURVIVORS feat. DJ MAKIDAI from EXILE
  - 作詞：SHOKICHI / 作曲：Katerina Bramley, Ninos Hanna, Alex

2ndシングル表題曲。
読売テレビ・日本テレビ系木曜ドラマ『町医者ジャンボ!!』主題歌

### Blu-ray/DVD
[MUSIC VIDEO]
- THINK 'BOUT IT!
- SURVIVORS feat. DJ MAKIDAI from EXILE
- HEAD BANGIN'

[DOCUMENT]
- THINK 'BOUT IT!
- SURVIVORS feat. DJ MAKIDAI from EXILE
- HEAD BANGIN'